# Lena Örn
Lena Örn, född 20 januari 1988, är en svensk friidrottare (hinder- och terränglöpare). 
Lena Örn deltog 2007 vid junior-EM i Hengelo i Nederländerna där hon tävlade på 3 000 meter hinder. I försöken förbättrade hon sitt personliga rekord till 10:32,38 och gick vidare till final. I finalen satte hon ytterligare en gång personligt rekord, denna gång med 10:26,17, vilket gav en 7:e plats.
Vid U23-EM i Kaunas, Litauen år 2009 sprang Lena Örn 3 000 meter hinder och kom in på en sjätteplats med tiden 10:23,00.

## Personliga rekord
| Utomhus - 1 500 meter – 4:31,18 (Tammerfors, Finland 6 september 2008) - 3 000 meter – 9:46,36 (Stretford, Storbritannien 19 juli 2008) - 10 km landsväg – 35:32 (Stockholm 5 maj 2018) - 10 km landsväg – 36:37 (Stockholm 15 juni 2016) - Halvmaraton – 1:21:26 (Göteborg 19 maj 2018) - 3 000 meter hinder – 10:07,53 (Västerås 2 augusti 2008) | Inomhus - 800 meter – 2:15,74 (Sätra 21 januari 2007) - 1 500 meter – 4:31,93 (Sätra 8 februari 2009) - 1 500 meter – 4:37,50 (Västerås 4 mars 2006) - 3 000 meter – 9:44,69 (Bollnäs 28 februari 2009) |

### Fotnoter
1. ↑  ”Tävlingsårsskiftesövergångar 15 november 2007”. friidrott.se. 15 november 2007. Arkiverad från originalet den 17 september 2018. https://web.archive.org/web/20180917034137/http://www.friidrott.se/forbundsinfo/overgangar/arsskifte0708.aspx. Läst 20 oktober 2017.
2. ↑  ”Stora SM 2006, dag 2”. turebergfriidrott.se. Arkiverad från originalet den 10 juni 2015. https://web.archive.org/web/20150610133650/http://turebergfriidrott.se/statistik/SM2006/2006_reslord.htm. Läst 19 april 2013.
3. ↑  ”Stora SM 2007”. trackandfield.se. Arkiverad från originalet den 4 maj 2013. https://archive.is/20130504152109/http://www.proteamonline.se/storage/customers/978/editor/resultat%20sm%20i%20friidrott%202007.html. Läst 19 april 2013.
4. ↑  ”Stora SM 2008, dag 2”. trackandfield.se. http://www.trackandfield.se/Resultat/2008/080802.htm. Läst 20 maj 2013.
5. ↑  ”Stora SM 2012, dag 2”. swedishtiming.se. Arkiverad från originalet den 30 augusti 2012. https://web.archive.org/web/20120830084623/http://www.swedishtiming.se/resultat/120825.htm. Läst 16 april 2013.
6. ↑  ”Terräng-SM 2011” (html). idrottonline.se. Arkiverad från originalet den 4 maj 2012. https://web.archive.org/web/20120504004238/http://www2.idrottonline.se/ImageVaultFiles/id_410628/cf_359/tsm2011-resultat.HTML. Läst 17 april 2013.
7. ↑  ”Terräng-SM 2012”. smfriidrott.com. Arkiverad från originalet den 11 juni 2013. https://web.archive.org/web/20130611223723/http://www.smfriidrott.com/tavling/terr%C3%A4ng-sm-2012/resultat. Läst 16 april 2013.
8. 1 2  ”Stafett-SM 2009”. ifgota.se. Arkiverad från originalet den 4 mars 2016. https://web.archive.org/web/20160304103354/http://www.ifgota.se/result/Uploaded/stafettsm09.html. Läst 29 maj 2013.
9. ↑  ”Stafett-SM 2008”. Arkiverad från originalet den 9 juni 2009. https://web.archive.org/web/20090609064617/http://www.stafett-sm.se/resultat. Läst 25 mars 2015.
10. ↑  ”Stafett-SM 2010”. ranas4h.nu. Arkiverad från originalet den 8 december 2015. https://web.archive.org/web/20151208144853/http://www.ranas4h.nu/resultat/2010/stafett-sm.html. Läst 29 maj 2013.
11. ↑  ”Stafett-SM 2011” (pdf). Arkiverad från originalet den 6 april 2015. https://web.archive.org/web/20150406214723/http://www.proteamonline.se/storage/customers/2202/editor/resultat_2011/Stafett_SM_2011_Res.pdf. Läst 22 maj 2013.
12. ↑  ”Stafett-SM 2012”. trackandfield.se. Arkiverad från originalet den 19 november 2015. https://web.archive.org/web/20151119081103/http://www.trackandfield.se/resultat/2012/120908_09.htm. Läst 17 april 2013.
13. ↑  ”Stafett-SM 2016”. trackandfield.se. http://www.trackandfield.se/resultat/2016/160528.htm. Läst 1 november 2016.
14. 1 2 3 4 5 6 7 8 9  ”Personsida på IAAF:s webbplats” (på engelska). iaaf.org. https://www.iaaf.org/athletes/sweden/lena-orn-226797. Läst 17 oktober 2018.
15. ↑  ”Tre första tjejerna vidare på JEM19”. friidrott.se. 19 juli 2007. Arkiverad från originalet den 17 november 2017. https://web.archive.org/web/20171117002202/http://www.friidrott.se/nyheter.aspx?id=7237. Läst 16 november 2017.
16. ↑  ”JEM19: Anna sexa och Lena sjua”. friidrott.se. 21 juli 2007. Arkiverad från originalet den 17 november 2017. https://web.archive.org/web/20171117064830/http://www.friidrott.se/nyheter.aspx?id=7246. Läst 16 november 2017.
17. ↑  ”European Athletics U20 Championships - Hengelo 2007” (på engelska). european-athletics.org. http://www.european-athletics.org/competitions/european-athletics-u20-championships/history/year=2007/results/index.html#. Läst 15 november 2017.
18. ↑  ”European Athletics U23 Championships - Kaunas 2009” (på engelska). european-athletics.org. http://www.european-athletics.org/competitions/european-athletics-u23-championships/history/year=2009/results/index.html#. Läst 20 oktober 2017.
19. 1 2 3 4 5  ”Personsida på European Athletics' webbplats” (på engelska). european-athletics.org. http://www.european-athletics.org/athletes/group=o/athlete=131507-orn-lena/index.html. Läst 17 oktober 2018.